# Tasiocera cyatheti
Tasiocera cyatheti är en tvåvingeart som beskrevs av Alexander 1931. Tasiocera cyatheti ingår i släktet Tasiocera och familjen småharkrankar. Inga underarter finns listade i Catalogue of Life.